# Arthur Duffey

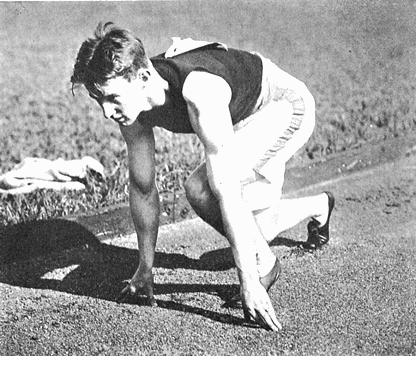
Arthur Duffey

Arthur Duffey (Arthur Francis Duffey; * 14. Juni 1879 in Roxbury, Boston; † 25. Januar 1955 in Boston) war ein US-amerikanischer Sprinter.
1899 wurde er US-Meister über 100 Yards, und 1900 wurde er über dieselbe Distanz britischer Meister. Er galt daher als Favorit für den 100-Meter-Lauf der Olympischen Spiele 1900 in Paris. Nachdem er im Vorlauf und im Halbfinale überlegen gewonnen hatte, erlitt er im Finale einen Muskelriss und konnte das Rennen nicht beenden.
Von 1901 bis 1903 verteidigte er dreimal in Folge seinen britischen Meistertitel. 1902 legte er die 100 Yards in der Weltrekordzeit von 9,6 s zurück.
1905 wurde ihm der Amateur-Status wegen angeblich zu hoher Spesenerstattungen aberkannt. Der tatsächliche Grund für die Sperre war laut Charles Paddock, dass sich Duffey weigerte, die Schuhe des Herstellers zu tragen, der die Amateur Athletic Union (AAU) sponserte und mit der AAU-Präsident James Sullivan eng verbunden war.
Arthur Duffey wurde nach seiner aktiven Karriere Sportjournalist.